# Monika Stadlmann
Monika Stadlmann (* 10. November 1977) ist eine ehemalige österreichische Triathletin, mehrfache Staatsmeisterin (2000, 2004, 2011) und Amateur-Weltmeisterin Triathlon (2002).

## Werdegang
Monika Stadlmann war in ihrer Jugend im Turnverein aktiv und startete 1994 am Wallersee bei ihrem ersten Triathlon. Auch ihr älterer Bruder war ebenso als Triathlet aktiv.
1999 bestritt sie erstmals in Podersdorf ein Rennen auf der Langdistanz (3,86 km Schwimmen, 180,2 km Radfahren und 42,195 km Laufen) und 2000 wurde sie beim Ironman Austria österreichische Triathlon-Staatsmeisterin auf der Langdistanz.
2002 wurde sie in Nizza als schnellste Amateurin Triathlon-Weltmeisterin auf der Langdistanz in der Altersklasse W25-29.

### Triathlon-Profi seit 2005
Seit 2005 startete sie als Profi-Triathletin.
Sie wurde trainiert von Daniel Tagwerker und startete vorwiegend bei Triathlon-Bewerben über die Langdistanz. Im August 2011 holte sie sich beim Austria-Triathlon in Podersdorf erneut nach 2000 und 2004 zum dritten Mal den Staatsmeister-Titel auf der Triathlon-Langdistanz.
Im Oktober 2012 konnte sie in Italien auf der Langdistanz den Elbaman Triathlon gewinnen. Ende 2012 beendete sie ihre Profi-Karriere und startet seitdem als Amateur-Athletin. Im Juli 2016 startete sie zum 23. Mal auf der Ironman-Distanz und belegte bei der Challenge Roth den 14. Rang.
Monika Stadlmann startete für den Verein Tri Alpin Radstadt.

### Privates
Monika Stadlmann studierte Sportwissenschaften und sie lebt in Oberalm bei Salzburg.
Sie arbeitet als Sportwissenschafterin und Trainerin am Olympiazentrum Salzburg-Rif.

## Sportliche Erfolge
| Datum/Jahr    | Rang | Wettbewerb                                       | Austragungsort | Zeit       | Bemerkung |
| ------------- | ---- | ------------------------------------------------ | -------------- | ---------- | --- |
| 22. Aug. 2015 | 8    | Inferno Triathlon                                | Mürren         |            | |
| 22. Juli 2012 | 5    | Trumer Triathlon                                 | Obertrum       | 05:10:55   | auf der Mitteldistanz |
| 17. Juli 2011 | 6    | Trumer Triathlon                                 | Obertrum       | 04:46:01   | über die doppelte olympische Distanz (1,9 km Schwimmen, 90 km Radfahren und 21,1 km Laufen)                               |
| 19. Juni 2011 | 5    | Salzburgerland Triathlon                         | Kuchl          | 02:00:02   | [ 3 ] |
| 22. Mai 2011  | 9    | Ironman 70.3 Austria                             | St. Pölten     | 04:50:37,5 | |
| 8. Aug. 2010  | 2    | Trumer Triathlon                                 | Obertrum       | 04:51:06   | Zweite auf der Mitteldistanz (2,1 km Schwimmen, 120 km Radfahren und 20,1 km Laufen)                                      |
| 20. Juni 2010 | 1    | Salzburgerland Triathlon                         | Kuchl          | 01:55:18   | [ 4 ] |
| 30. Mai 2010  | 8    | Ironman 70.3 Austria                             | St. Pölten     | 04:36:57   | Als zweitbeste Österreicherin hinter Eva Dollinger landet Monika Stadlmann im weiblichen Starterfeld auf dem achten Rang. |
| 30. Juni 2009 | 2    | Salzburgerland Triathlon                         | Kuchl          | 02:10:22   | zweiter Rang hinter der Niederländerin Yvonne van Vlerken                                                                 |
| 23. Aug. 2008 | 3    | Waldviertler Eisenmann Triathlon                 | Litschau       | 04:53:55   | 2,3 km Schwimmen, 84 km Radfahren und 21 km Laufen                                                                        |
| 10. Juni 2006 | 2    | ÖTRV Staatsmeisterschaft Triathlon Mitteldistanz | Litschau       |            | Österreichische Vizestaatsmeisterin auf der Mitteldistanz                                                                 |

| Datum/Jahr    | Rang | Wettbewerb                                         | Austragungsort  | Zeit     | Bemerkung |
| ------------- | ---- | -------------------------------------------------- | --------------- | -------- | --- |
| 17. Juli 2016 | 14   | Challenge Roth                                     | Roth            | 09:39:29 | Siegerin in der Altersklasse |
| 30. Sep. 2012 | 1    | Elbaman Triathlon                                  | Marina di Campo | 11:12:23 | [ 6 ] [ 7 ] |
| 1. Juli 2012  | DNF  | Ironman Austria                                    | Klagenfurt      | –        | Rennabbruch nach der Raddistanz |
| 2012          | DNF  | Ironman Regensburg                                 | Regensburg      | –        | Rennabbruch auf der Laufstrecke |
| 27. Aug. 2011 | 1    | ÖTRV Staatsmeisterschaft Triathlon Langdistanz     | Podersdorf      | 10:27:42 | Siegerin beim Austria-Triathlon und damit Staatsmeisterin auf der Langdistanz                                                           |
| 3. Juli 2011  | 25   | Ironman Austria                                    | Klagenfurt      | 09:53:56 | |
| 2010          | DNF  | Ironman Regensburg                                 | Regensburg      | –        | Rennabbruch auf der Laufstrecke |
| 4. Okt. 2009  | 10   | Challenge Barcelona-Maresme                        | Barcelona       | 10:04:19 | 3,8 km Schwimmen, 180 km Radfahren und 42,195 km Laufen                                                                                 |
| 19. Apr. 2009 | 79   | Ironman China                                      | Haikou          | 12:18:50 | |
| 2008          |      | Ironman Hawaii                                     | Hawaii          |          | |
| 2008          | 4    | Ironman UK                                         | Sherborne       | 10:35:26 | Qualifikation für einen Startplatz als Profi beim Ironman Hawaii im September                                                           |
| 2008          | 8    | Ironman France                                     | Nizza           | 10:36:13 | hinter der Italienerin Martina Dogana                                                                                                   |
| 25. Aug. 2007 | 1    | Austria-Triathlon                                  | Podersdorf      |          | |
| 2007          | DNF  | Ironman UK                                         | Sherborne       | –        | Rennabbruch wegen Reifendefekt |
| 26. Aug. 2006 | 2    | ÖTRV Staatsmeisterschaft Triathlon Langdistanz     | Podersdorf      | 09:53:15 | zweiter Rang auf der Langstrecke beim Austria-Triathlon hinter Monika Feuersinger – mit persönlicher Bestzeit auf der Langdistanz       |
| 16. Juli 2006 | 12   | Ironman Austria                                    | Klagenfurt      | 09:58:05 | |
| 15. Okt. 2005 | 41   | Ironman Hawaii                                     | Hawaii          | 10:19:44 | Start als Amateurin |
| 5. Juli 2005  | 8    | Ironman Austria                                    | Klagenfurt      | 10:01:46 | Qualifikation für einen Startplatz bei der WM auf Hawaii                                                                                |
| 6. Nov. 2004  |      | Ironman Florida                                    | Panama City     | 10:31    | |
| 4. Juli 2004  | 1    | ÖTRV Staatsmeisterschaft Triathlon Langdistanz     | Klagenfurt      | 09:58:40 | Österreichische Staatsmeisterin auf der Langdistanz – als Sechste beim Ironman Austria                                                  |
| 3. Aug. 2003  | 13   | ETU Long Distance Triathlon European Championships | Fredericia      | 07:24:41 | ETU-Langdistanz-Europameisterschaft |
| 6. Juli 2003  | DNF  | Ironman Austria                                    | Klagenfurt      | –        | Rennabbruch auf der Laufstrecke |
| 2002          | 26   | ITU Long Distance Triathlon World Championships    | Nizza           |          | zweitschnellste Amateurin und AK-Weltmeisterin beim Triathlon International de Nice (4 km Schwimmen, 120 km Radfahren und 30 km Laufen) |
| 23. Juli 2000 | 1    | ÖTRV Staatsmeisterschaft Triathlon Langdistanz     | Klagenfurt      | 10:08:12 | Österreichische Staatsmeisterin – als Zwölfte beim Ironman Austria                                                                      |
| 4. Sep. 1999  |      | Austria-Triathlon                                  | Podersdorf      | 10:52    | erster Start auf der Langstrecke |

(DNF – Did Not Finish)